# Vörðr
Un vörðr (del nórdico antiguo: cuidador o guardián) es un espíritu guardián en la mitología nórdica, que se supone sigue desde el nacimiento hasta la muerte el alma (hugr) de cada persona. En el sueco antiguo, la palabra correspondiente es varþer; y en el sueco moderno es vård, y la creencia en ellos permaneció arraigada en el folclore escandinavo hasta estos últimos siglos. La palabra inglesa wraith, que significa espectro, es derivada de vörðr.
En algunos tiempos, el cuidador se puede revelar a sí mismo como una pequeña luz o como una figura de una persona. La percepción del cuidador de otra persona podía causar una sensación física parecida a la picazón de una mano o la nariz, como una premonición de una aparición. El guardián puede llegar antes que la persona en sí, cosa que alguien dotado con finos sentidos puede percibir.

## Árboles Guardianes
Un árbol muy viejo (generalmente un olmo o un fraxinus) creciendo en el terreno de la casa podía ser apodado árbol guardián, y se creía que protegía de la mala suerte. Romper una hoja o una ramilla del árbol guardián era considerada una seria ofensa.